# Nathan Mayer Rothschild
Nathan Mayer, Freiherr von Rothschild (16 tháng 9 năm 1777 - 28 tháng 7 năm 1836) là một chủ ngân hàng, doanh nhân và nhà tài chính người Đức gốc Do Thái. Ông là người thứ ba trong số năm người con trai của Gript (Schnapper) và Mayer Amschel Rothschild, và là thế hệ thứ hai của triều đại ngân hàng Rothschild. Ông sinh ra ở Frankfurt am Main ở Đức. Từng là người đàn ông giàu có nhất trên trái đất, ông từng là người giàu nhất trong số những người Do Thái.

## Tiểu sử
Năm 1798, ở tuổi 21, ông định cư ở Manchester, Anh và thành lập một doanh nghiệp kinh doanh và tài chính dệt may, sau đó chuyển đến London, Anh và kiếm khoản tiền lớn trong giao dịch hối phiếu thông qua một doanh nghiệp ngân hàng bắt đầu vào năm 1805.
Rothschild trở thành một thành viên Hội Tam Điểm của Emulation Lodge, số 12, Premier Grand Lodge của Anh vào ngày 24 tháng 10 năm 1802, tại London. Cho đến thời điểm này, một số ít người Do Thái Ashkenazi sống ở Anh có xu hướng thuộc về Hội "Người cổ đại " vì thuộc tầng lớp xã hội thấp hơn của họ, trong khi Sephardim có uy tín hơn đã theo Hội hiện đại.
Năm 1816, hai anh trai của ông được Hoàng đế Áo phong tước hiệu Freiherr (tương đương Nam tước). Do đó, họ đã được phép thêm tiền tố von hoặc de vào họ Rothschild. Phù hiệu gồm bốn mũi tên của họ trở thành năm khi Nathan cũng được nâng lên địa vị này vào năm 1818, mặc dù ông đã chọn không sử dụng danh hiệu quý tộc của mình qua hậu tố Freiherr von Rothschild. Năm 1838, nữ vương Victoria của Anh cho phép con cháu dòng dõi của ông được sử dụng danh hiệu Áo này tại Vương quốc Anh.